# Kisra-Sumej
Kisra-Sumej (hebrejsky כִּסְרָא-סֻמֵיע nebo כיסרא-סמיע, arabsky كسرا-سميع, v oficiálním přepisu do angličtiny Kisra-Sumei, přepisováno též Kisra-Samia) je místní rada (malé město) v Izraeli, v Severním distriktu, které obývají izraelští Drúzové.

## Geografie
Leží v nadmořské výšce 655 metrů v kopcovité krajině Horní Galileji, cca 110 kilometrů severovýchodně od centra Tel Avivu a cca 35 kilometrů severovýchodně od centra Haify. Na západním okraji obce začíná vádí Nachal Kišor (v prostoru vrchu Har Kišor přímo v zástavbě obce). Severozápadně od města se rozkládá lesní komplex na svazích náhorní planiny s vrchem Har Sne, jejíž temeno zaujímá průmyslová zóna Tefen. Tento lesní komplex se táhne až k městu Kfar Vradim a pahorku Har Eškar. Východně od města stojí vrch Har Pelech. Na jižní straně se rozkládá zvlněná krajina, kterou teče vádí Nachal Bejt ha-Emek, s kopcem Har Chaluc, za nímž se terén prudce propadá do údolí Bejt ha-Kerem.
Kisra-Sumej je situován v hustě osídleném pásu, přičemž osídlení v tomto regionu je etnicky smíšené. Vlastní Kisra-Sumej obývají arabsky mluvící izraelští Drúzové. V okolí se nacházejí i další drúzské obce, dále sídla muslimských a křesťanských Arabů. Mezi nimi jsou rozptýlené menší židovské vesnice. Na severu leží židovsko-arabské město Ma'alot-Taršicha a židovské město Kfar Vradim. Kisra-Sumej je na dopravní síť napojen pomocí lokálních silnic číslo 854 a 8655. Západně od obce se rozkláda velká průmyslová zóna Tefen. Znovu byla osídlena až v 17. století.

## Dějiny
Kisra-Sumej vznikla sloučením dvou do té doby samostatných vesnic Kisra a Kafr Sumej.
- Kisra se zmiňuje už v starověkých egyptských pramenech.[4] Jméno prý dostala podle perského krále Xerxa I. nebo od slova hrad - czstler.[5] Lokalita byla osídlena též počátkem letopočtu a je zmiňována v Talmudu a Mišně pod jménem Kisra (קסרא). Znovu byla osídlena trvale až v 17. století. Francouzský cestovatel Victor Guérin koncem 19. století popisuje Kisra jako malou vesnici s cca 100 drúzskými obyvateli a drúzským chrámem.[4] Drúzové sem dorazili až v novověku, patrně se sousedního Libanonu.[5]

- Kafr Sumej popisoval Victor Guérin koncem 19. století jako vesnici s téměř zcela drúzskou populací a křesťanskou menšinou, obklopenou sady s pěstováním fíků, tabáku a granátových jablek. Mnoho zpustlých domů nasvědčovalo, že vesnice bývala dříve mnohem lidnatější. V lokalitě byly nalezeny pozůstatky židovského sídla z počátku letopočtu, patrně identifikovaného jako vesnice Sama (סאמא) zmiňovaná v Talmudu a Mišně. V jeruzalémském Talmudu se zmiňuje jistý Ja'kov ze Samy, který konal zázraky.[6] V biblických pramenech je označována i jako Kfar Sama.[7]

Obě vesnice byly dobyty izraelskou armádou v rámci Operace Chiram během války za nezávislost v říjnu roku 1948. Vesnice se pak vyvíjely samostatně až do roku 1991, kdy došlo k jejich sloučení poté, co byla rozpuštěna Oblastní rada Merkaz ha-Galil, do níž do té doby patřily. Nově vytvořená sloučená obec Kisra-Sumej byla roku 1990 povýšena na místní radu (malé město).
Velká část obyvatel slouží v izraelské armádě. Poblíž obce se nachází přírodní rezervace se skalními útvary a rozsáhlým lesem Park Sela'im (פארק הסלעים). V obci fungují dvě základní školy a střední škola. Další základní škola funguje v části obce Sumej. V Sumej také stojí dva křesťanské kostely.

## Demografie
Kisra-Sumej je jazykově zcela arabské město, ve kterém ale převažují izraelští Drúzové, kteří se považují za samostatnou náboženskou i etnickou skupinu. Podle údajů z roku 2005 tvořili arabsky mluvící Drúzové 94,7 %, arabští křesťané 4 % a arabští muslimové 1,3 % populace. V roce 2003 žila většina křesťanů v části obce Sumej, kde tvořili 18 % obyvatelstva (Drúzové 80 % a muslimové 2 %), zatímco část obce Kisra byla zcela drúzská. Jde o menší sídlo spíše vesnického charakteru. Obě části obce tvoří samostatné urbanistické jednotky, které jsou od sebe odděleny volnou krajinou. K 31. prosinci 2017 zde žilo 8500 lidí. V rámci sloučené obce je Kisra lidnatější částí (v roce 2003 v Kisra cca 3500 obyvatel, v Sumej cca 2200 obyvatel).
| Rok            | 1922 | 1931 | 1945 | 1948 | 1949 | 1961 |
| -------------- | ---- | ---- | ---- | ---- | ---- | ---- |
| Počet obyvatel | 250  | 384  | 480  | 523  | 514  | 710  |

| Rok            | 1922 | 1931 | 1945 | 1948 | 1949 | 1961 |
| -------------- | ---- | ---- | ---- | ---- | ---- | ---- |
| Počet obyvatel | 171  | 213  | 300  | 399  | 388  | 690  |

| Rok            | 1955  | 1961  | 1972  | 1980  | 1983  | 1990  | 1993  | 1994  | 1995  | 1996  | 1997  | 1998  | 1999  | 2000  |
| -------------- | ----- | ----- | ----- | ----- | ----- | ----- | ----- | ----- | ----- | ----- | ----- | ----- | ----- | ----- |
| Počet obyvatel | 1 100 | 1 300 | 2 000 | 2 900 | 3 200 | 4 200 | 4 700 | 4 800 | 5 100 | 5 300 | 5 400 | 5 500 | 5 600 | 5 700 |

| Rok            | 2001  | 2002  | 2003  | 2004  | 2005  | 2006  | 2007  | 2008  | 2009  | 2010  | 2011  | 2012  | 2013  | 2014  | 2015  | 2016  | 2017  |
| -------------- | ----- | ----- | ----- | ----- | ----- | ----- | ----- | ----- | ----- | ----- | ----- | ----- | ----- | ----- | ----- | ----- | ----- |
| Počet obyvatel | 5 900 | 6 100 | 6 200 | 6 400 | 6 600 | 6 700 | 7 000 | 7 127 | 7 354 | 7 500 | 7 600 | 7 800 | 7 900 | 8 000 | 8 200 | 8 300 | 8 500 |